# Agat (calculator)
Agat (în rusă Агат) a fost o serie de calculatoare pe 8 biți care au fost produse în Uniunea Sovietică. A folosit același microprocesor MOS Technology 6502 ca și Apple II. Comandat de Ministerul Industriei Radio din Uniunea Sovietică (Minradioprom), timp de mulți ani a fost un microcomputer popular în școlile sovietice. Apărut pentru prima dată la un târg de la Moscova în 1983, Agat a fost produs în principal între 1984 și 1990, deși un număr limitat de unități ar fi putut fi fabricate până în 1993. Până în 1988, au fost produse aproximativ 12.000 de unități, în 9 luni ale anului 1989 — aproximativ 7.000.

## Arhitectură și design
Agat a fost inspirat în primul rând de Apple II, cu toate că este în mare măsură diferit de acesta ca design. Un procesor partiționat din seria 588 produs pe plan intern a fost folosit în seria de pre-producție timpurie, care a simulat setul de instrucțiuni pentru microprocesorul MOS Technology 6502. Deși acest lucru a permis un anumit grad de compatibilitate cu Apple, diferențele de timp dintre cele două procesoare au făcut imposibile anumite sarcini (cum ar fi accesul la dischetă și generarea sunetului). Modelele ulterioare au încorporat CPU-uri MOS 6502, care au permis un grad mai mare de interoperabilitate între cele două platforme.
Edițiile timpurii de Agat au conținut un cititor de casete și o tastatură, deși edițiile ulterioare au înlocuit cititorul de casete cu o unitate de dischetă de 5¼ inci. Tastatura a folosit aspectul standard al tastaturii rusești și a oferit posibilitatea de a alege între simboluri chirilice sau latine. Modelele anterioare aveau posibilitatea de actualizare foarte limitată, dar modelele ulterioare au incorporat upgrade suplimentare și sloturi periferice pentru a permite extinderea. În ultimii ani, a fost folosită tastatura MC 7004A. Alte periferice disponibile includ o imprimantă, mouse și upgrade-uri de memorie. Ca afișaj a folosit un televizor SECAM cu diagonala ecranului de 32 cm în locul unui monitor de computer specializat, acesta a fost conectat la restul aparatului printr-un cablu lung de 1 metru.

## Versiuni
În afară de modelul inițial, au fost produse o serie de versiuni diferite de Agat:
- Agat-4: Doar câteva modele au fost lansate în 1983 (nu mai mult de 100 de mașini). Deși popular, a ajuns rapid să fie învechit.[9]
- Agat-7: primul model produs în masă, introdus în 1984, avea mai multă memorie internă (96 KB) și capacități de disc mai bune decât Agat-4.
- Agat-8: O versiune actualizată și îmbunătățită a Agat-7.
- Agat-9: modelul final produs al seriei, introdus în 1986 [10] cu multe îmbunătățiri față de Agat-7 și Agat-8, inclusiv moduri video suplimentare, management îmbunătățit al memoriei (128 KB sau 256 KB) și compatibilitate îmbunătățită cu Apple II + 64K.

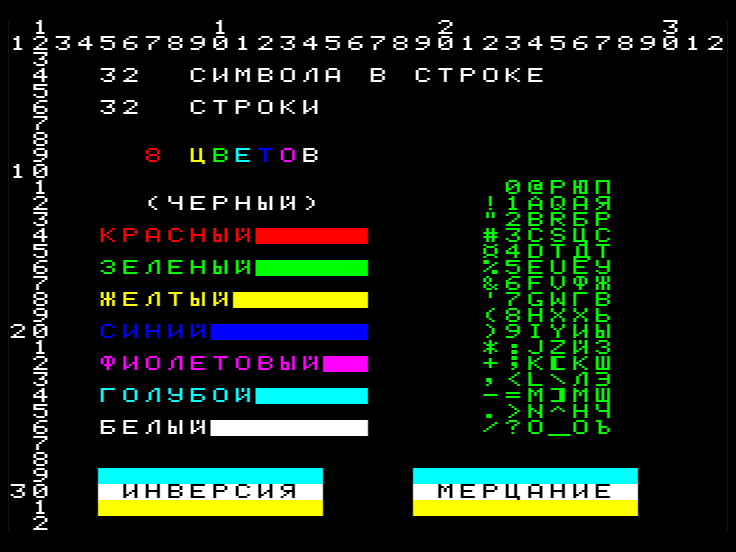
Modul text 32×32 caractere
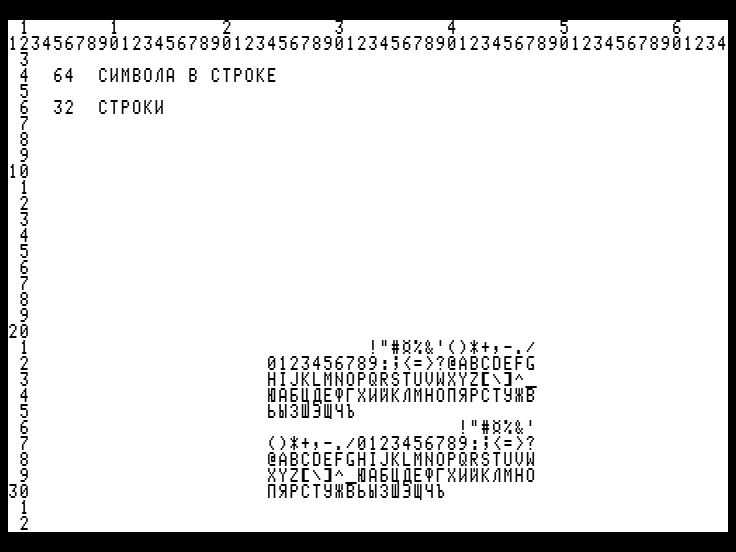
Modul text 64×32 caractere
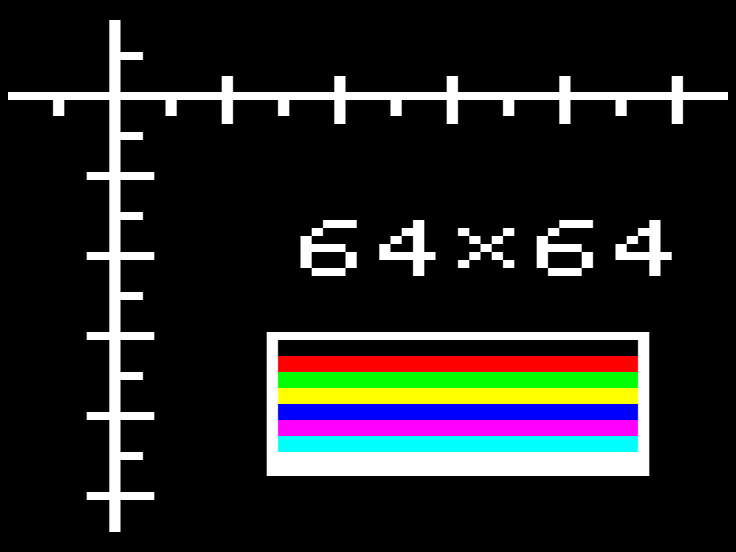
Modul grafic Agat 64x64 pixeli
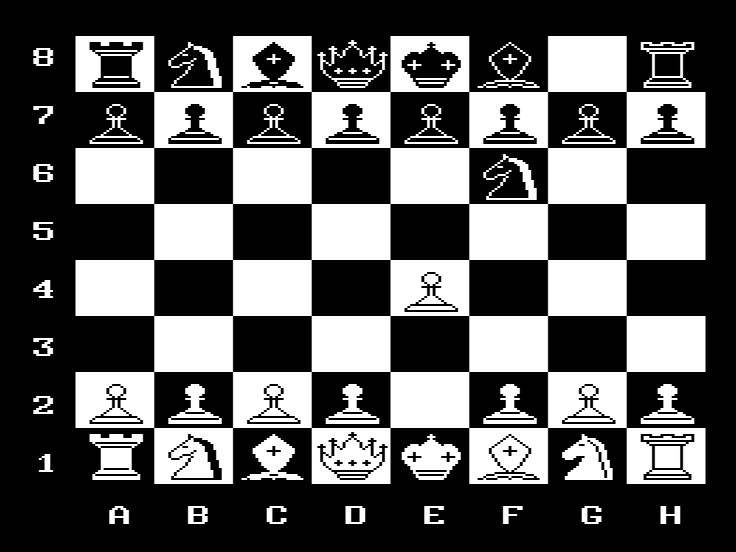
Joc de șah
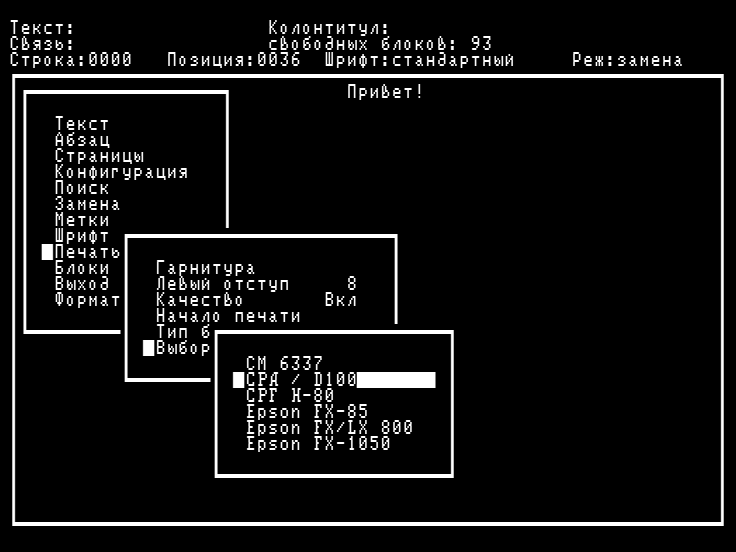
Editorul de text WordMaster pe Agat-7
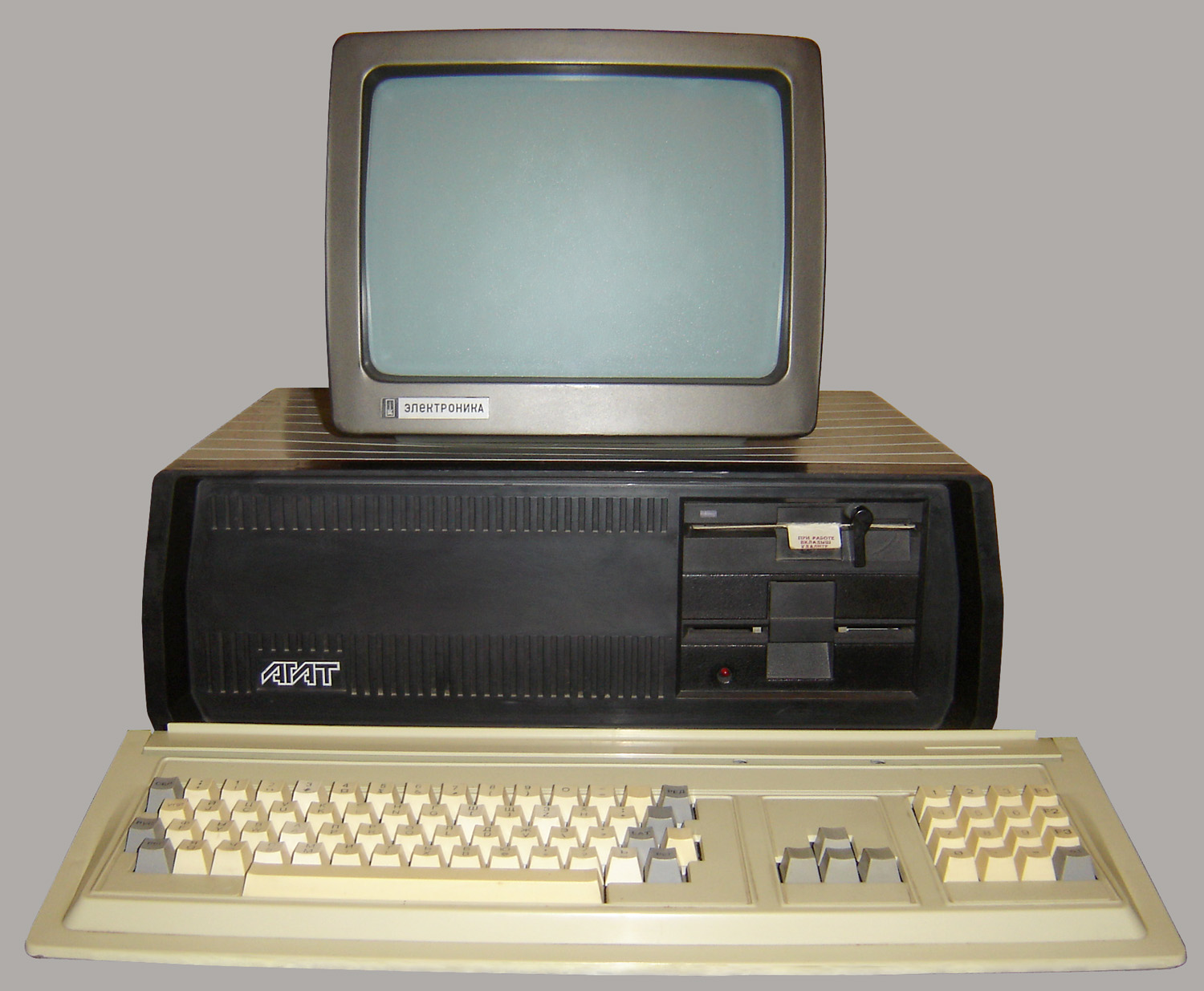
Agat-9
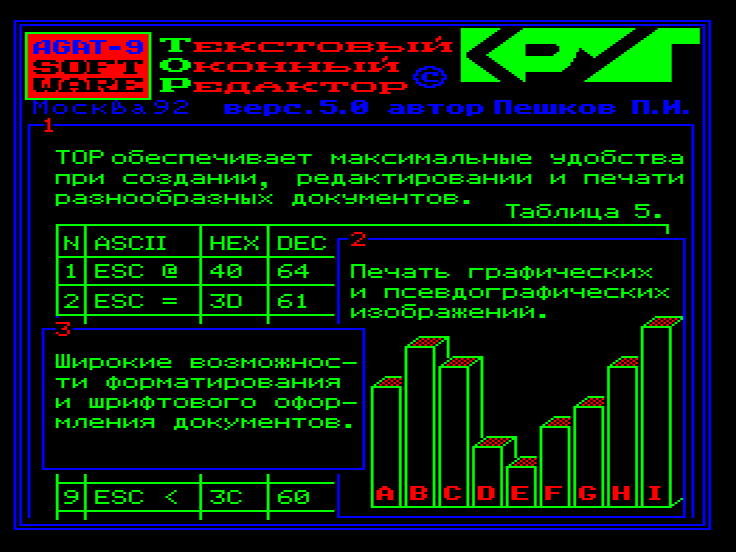
Modul grafic Agat-9 256x256 pixeli
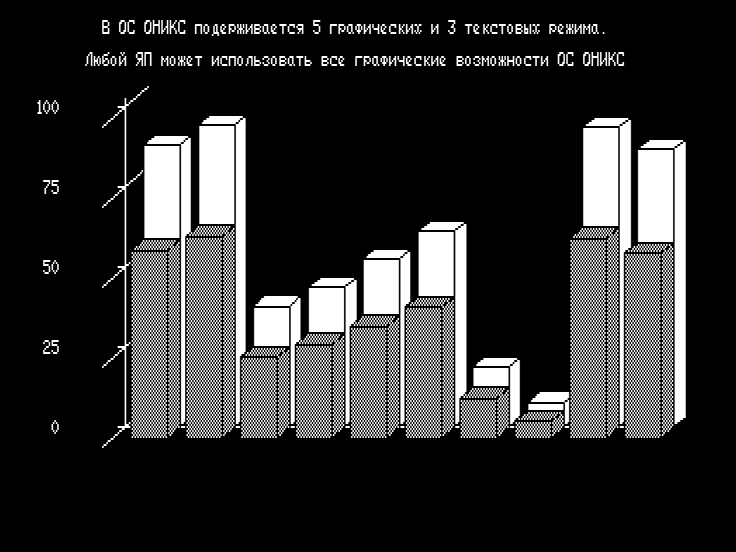
Modul grafic Agat-9 512x256 pixeli
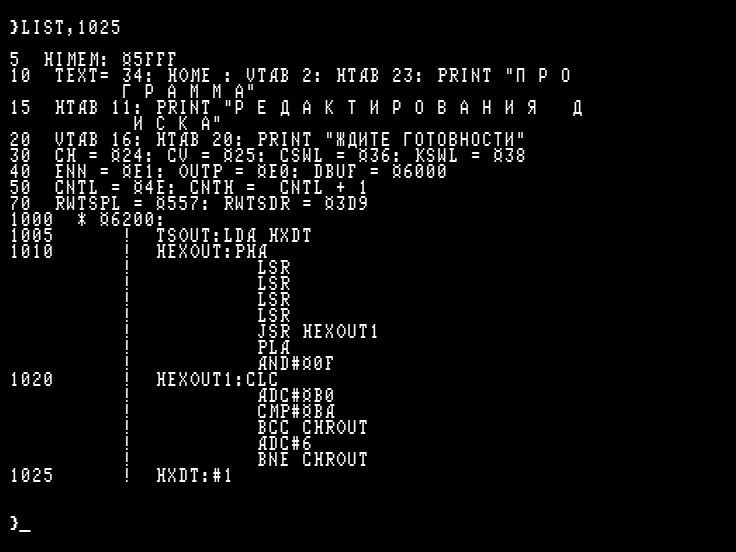
Exemplu de program BASCI pe Agat-9
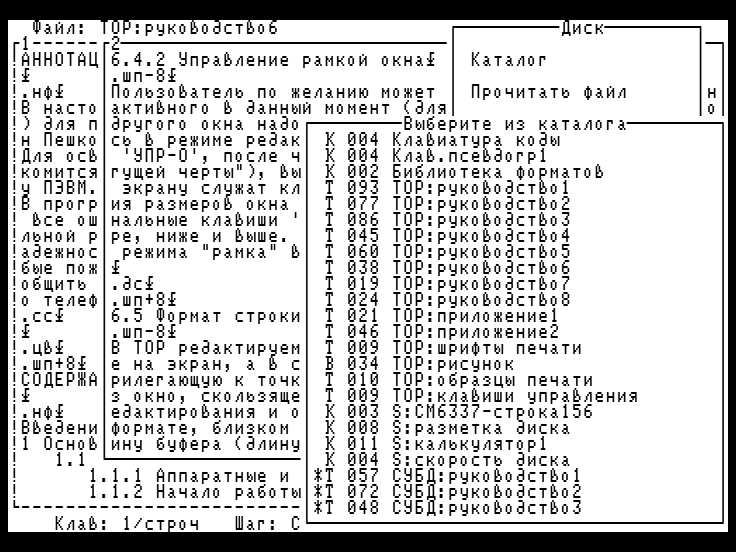
Editorul de text Tor pe Agat-9
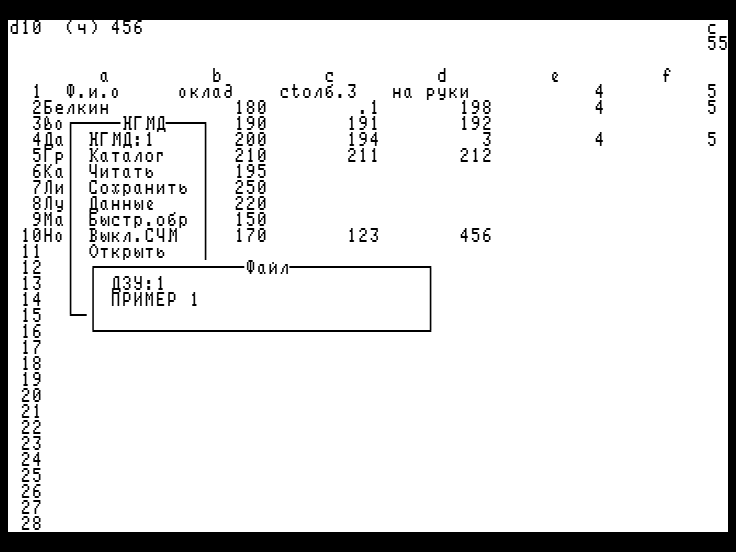
Agat-9 SCHM (Clonă VisiCalc⁠(d))

## Specificații
- CPU: UMC UM6502[11]
- ROM: 32KB
- RAM: 64KB, 128KB sau 256KB
- Mod grafic: 64×64 pixeli (16 culori), 128×128 (8 culori), 256×256 (alb-negru)
- Mod text: 32×32

## Producție
Producția inițială a mașinilor Agat-4 a avut loc la „Uzina Electromecanică Liaozovski” (LEMZ). Producția a fost dificilă, deoarece instalațiile acesteia erau destinate mai degrabă producției de autovehicule și de echipamente radar, decât de calculatoare, iar administrația fabricii nu a fost strâns asociată cu proiectanții de Agat. Informațiile au fost introduse de pe un casetofon. Toate electronicele și tastatura erau amplasate pe o singură placă. Producția ulterioară a avut loc în unități mai adecvate, cum ar fi „Uzina Voljski de Tehnologie a Calculatoarelor” (EWT) și  la „Uzina Electromecanică Zagorski ” (ZEMZ).

## Utilizare
În comparație cu alte computere disponibile în Uniunea Sovietică la acea vreme, Agat era de câteva ori mai ieftin, ceea ce a dus la adoptarea sa pe scară largă în școli și alte instituții de învățământ din Uniunea Sovietică și Blocul de Est. Acest lucru se reflectă în faptul că cea mai mare parte a software-ului disponibil pentru Agat este de natură educațională, inclusiv un interpretor BASIC, programe de editare a textului și pachetul „Șkolnița” („școlar”), conceput pentru a ajuta profesorii în sala de clasă.
Prețul oficial de vânzare pentru Agat a fost de 3.900 de ruble, adică douăzeci de salarii medii lunare, ceea ce l-a făcut inaccesibil tuturor, cu excepția celor mai privilegiați dintre particulari.

## Software
- „Șkolnița” (Школьница) cu limbajul de programare Robic⁠(d) inclus.
- editorul de text  Agat-Autor
- jocul de șah Anacephalus 1

Dezvoltarea software-ului pentru Agat a început  chiar înainte de lansarea primului lot industrial de PC-uri. Software-ul  a fost bazat pe sistemul de programare BASIC bazat pe Apple DOS 3.3 și pe interpretorul Applesoft BASIC. Apple DOS a fost adaptat pentru a permite încărcarea automată a interpretorului, iar interpretorul BASIC a fost modificat pentru a funcționa corect cu modurile de afișare Agat și a fost echipat cu un asamblator compact care să permită includerea de module de program în limbaj de asamblare direct într-un program BASIC. În plus, în comparație cu interpretorul original Applesoft, interpretorul BASIC modificat pentru Agat a permis lucrul cu constante hexazecimale, alocarea de constante întregi variabilelor reale și utilizarea numelor lungi pentru variabile (Applesoft a distins doar patru caractere ale numelui variabilei). Interpretorul a fost distribuit pe scară largă pe „Agat-7” sub numele „Basic-60” (în funcție de dimensiunea fișierului de boot în sectoare de 256 de octeți).

## Recepție
Revista BYTE a considerat în noiembrie 1984 că Agat este „o copie proastă a lui Apple”. Deși a afirmat că „impresiile generale au fost favorabile, având în vedere sursa”, recenzorul a constatat că „sistemul de operare și ROM-ul păreau a fi copiate de la Apple”, elementele interne erau un „labirint de fire de coșmar”, iar performanța era vizibil mai lentă decât cea al unui Apple adevărat. Acesta a mai dezvăluit că ELORG a plănuit să vândă computerul (cu software) pentru 17.000 de dolari americani și că oficialii săi au fost „șocați” când li s-a spus câtă putere de calcul se poate cumpăra cu aceiași sumă de bani în Statele Unite. Recenzorul a concluzionat: „Nu ar avea nicio șansă pe piața internațională de astăzi...”
Iuri Rogaciov, una dintre figurile cheie din istoria industriei informatice sovietice, co-fondator al calculatoarelor din seria M și șeful Institutului de Cercetare Științifică a Complexelor de Calculatoare în 1983—1988,  a declarat că calculatoarele Agat nu erau produse în momentul în care recenzorul de la  BYTE a ajuns în Uniunea Sovietică și că ceea ce a văzut în timpul unei vizite la Complexul de microchirurgie a ochilor Fiodorov din Moscova în 1982 a fost un dispozitiv model la comandă, destinat testării și depanării software-ului medical, care ar fi avut o mică legătură chiar și cu primele sistemele Agat.